# 彩胡ジュン
彩胡ジュン（さいこ じゅん）とは、2000年に光文社カッパ・ノベルス主催の本格ミステリフェアで行われた作者当てクイズのために組まれた2名の推理作家の合同ペンネームである。
クイズの対象となったのは、冬のペンションを舞台としたサイコ・ミステリー『白銀荘の殺人鬼』（2000年6月、カッパ・ノベルス刊）。賞品として正解者20名までにカッパ・ノベルス4か月分が贈られる。
問題文には「一人は＊＊賞受賞作家、もう一人は本格ミステリベスト10第1位の作家」とあった。
もともとは「クイーン兄弟」という合作ペンネームで登場する予定だった。
このクイズの締め切りは問題発表から3か月後の2000年9月。回答の発表は2000年10月、カッパ・ノベルス新刊の全国誌で行われた。

## 「彩胡ジュン」の正体
問題の発表以後、回答について様々な推理が行われたが、結局、＊＊賞とは鮎川哲也賞のことであり、『白銀荘の殺人鬼』の作者は、愛川晶と、二階堂黎人であることがわかった。クイズの結果は応募者233名で正解者は8名だった。
二階堂はこの作品以後も度々合作で作品を発表している。